# Кеммерер, Фредерик Хендрик
Фредерик Хендрик Кеммерер (Фридрих Генрих Кеммерер; нидерл. Frederik Hendrik Kaemmerer; 23 октября 1839, Гаага — 4 апреля 1902[…], VI округ Парижа) — нидерландский художник.

## Биография
Родился в 1839 году в Гааге. Получил образование в нидерландской Королевской академии художеств в том же городе в мастерской художника-романтика Саломона Вервеера. В этот период писал в основном пейзажи.
В 1865 году Кеммерер отправился в Париж, где обучался в Высшей школе изящных искусств в мастерской Жана-Леона Жерома и перешел на более академический стиль. В этот период Кеммерер, под влиянием творческой манеры Мейссонье, увлёкся костюмными жанровыми сценами в декорациях XVIII столетия. В 1870 году Кеммерер впервые выставил свои работы на Парижском салоне, а в 1874 году был отмечен медалью Салона.
С тех пор проживал в основном в Париже, где располагалась его мастерская, но часто посещал Гаагу, а также приморский нидерландский город Схевенинген, где увлёкся написанием на плэнере пейзажей в импрессионистском ключе.
Импрессионистские пейзажи Кеммерера сильно отличались от его ранних романтических пейзажей и при этом пользовались не меньшим успехом, чем его костюмные жанровые сцены несколько ранее. На Всемирной выставке 1889 года работы Кеммерера были отмечены серебряной медалью.
В 1890-е годы Кеммерер сотрудничал с нидерландским издательством Elsevier, принимая участие в оформлении серии книг «Neerland’s Pen en Stift», в рамках которой произведения голландских писателей выпускались с иллюстрациями голландских художников. Кеммерер проиллюстрировал входивший в состав серии сборник рассказов Луиса Купейруса «Eene Illuzie» («Иллюзии»).
Скончался в 1902 году в Париже.

## Галерея

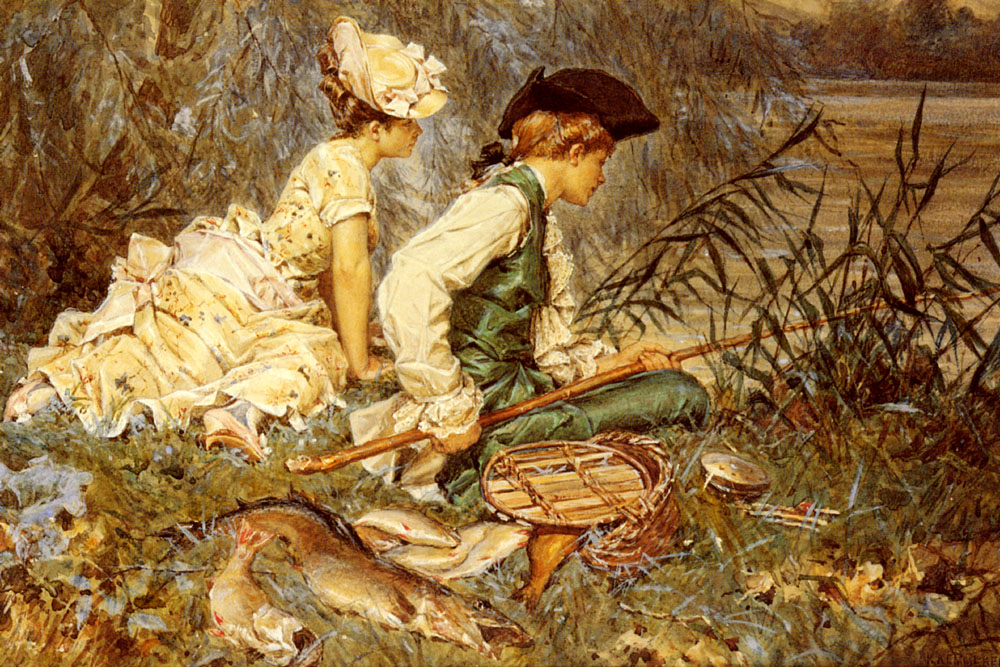
Рыбалка
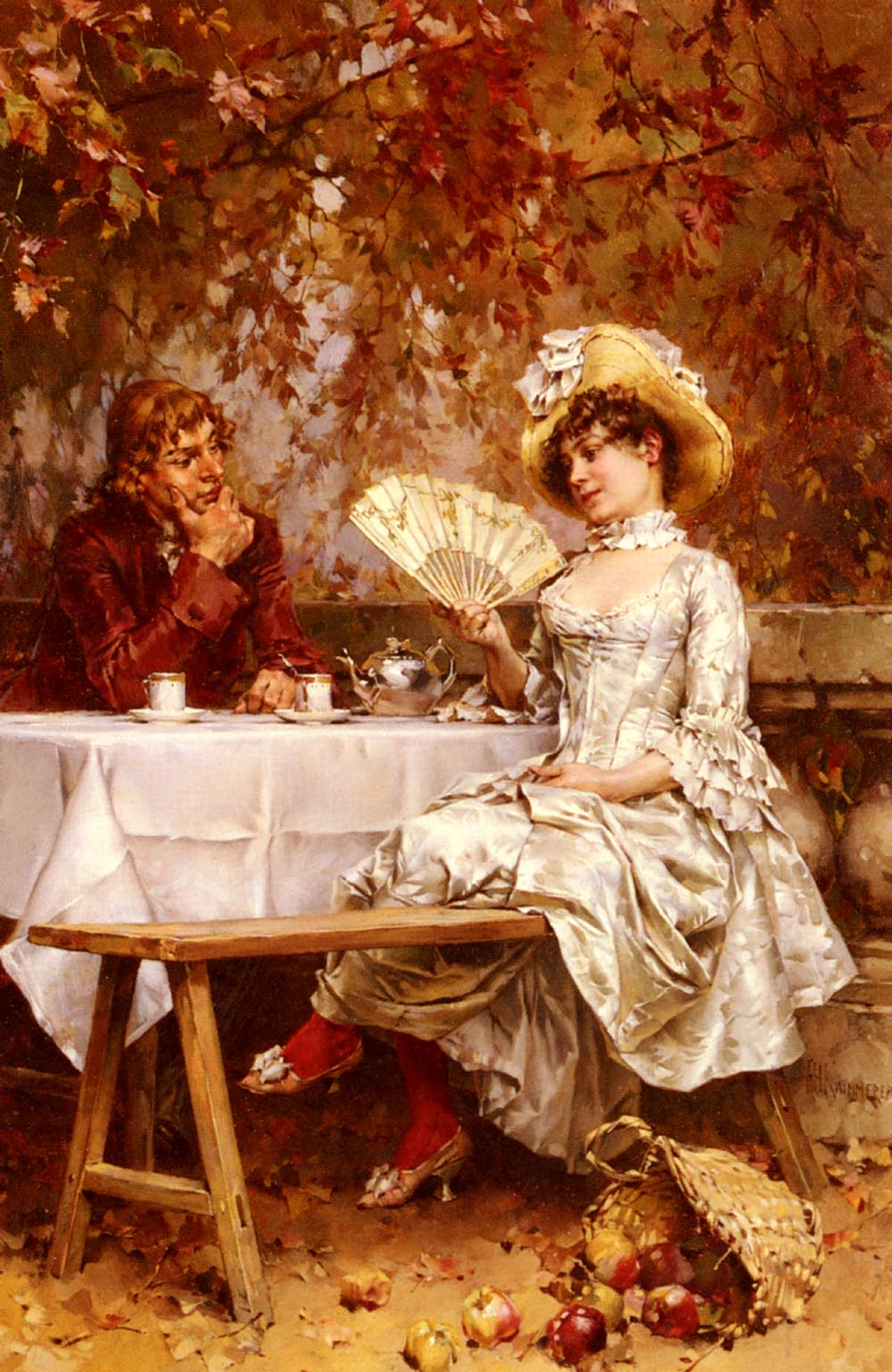
В осеннем саду
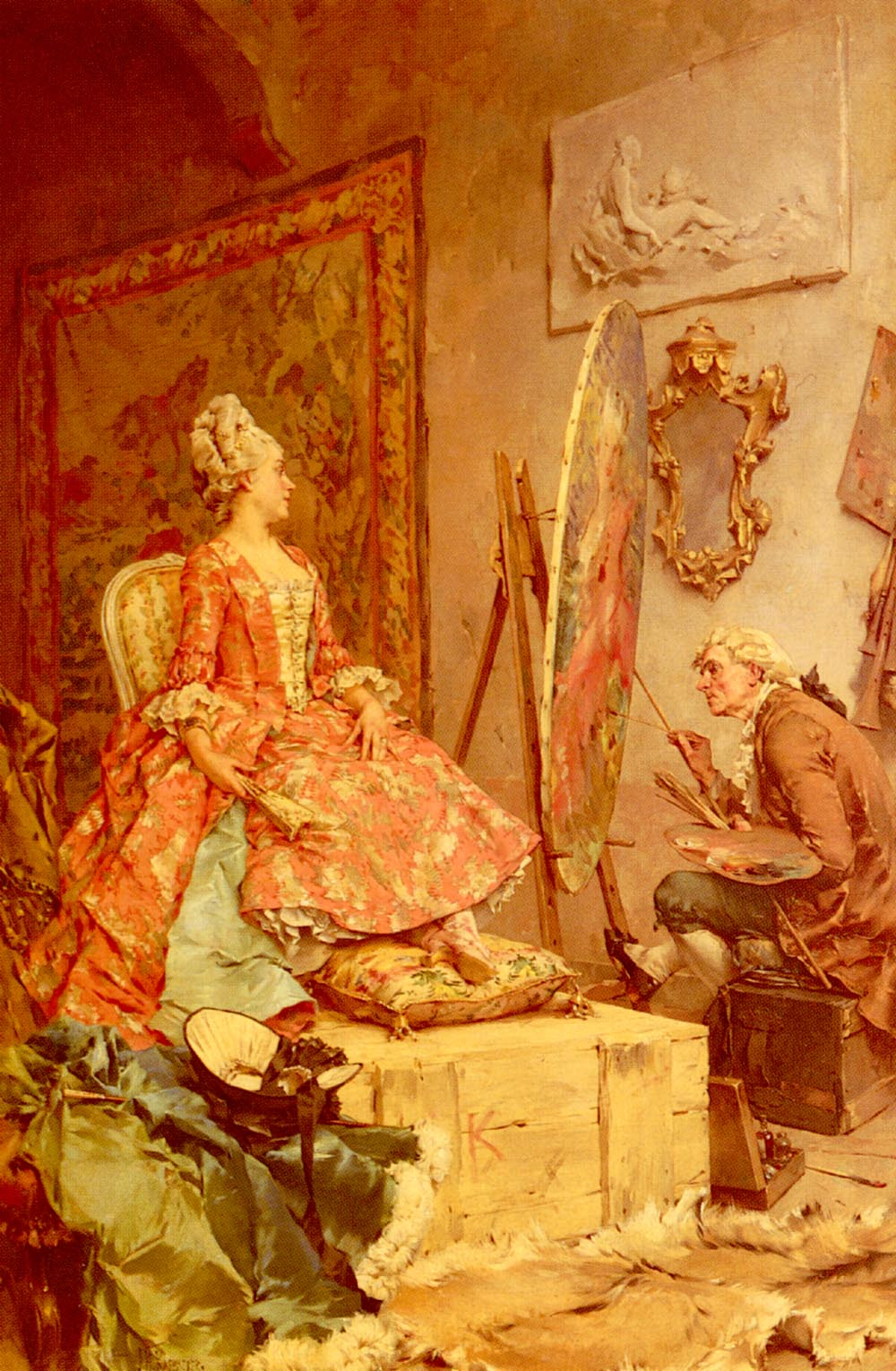
Позирование для портрета
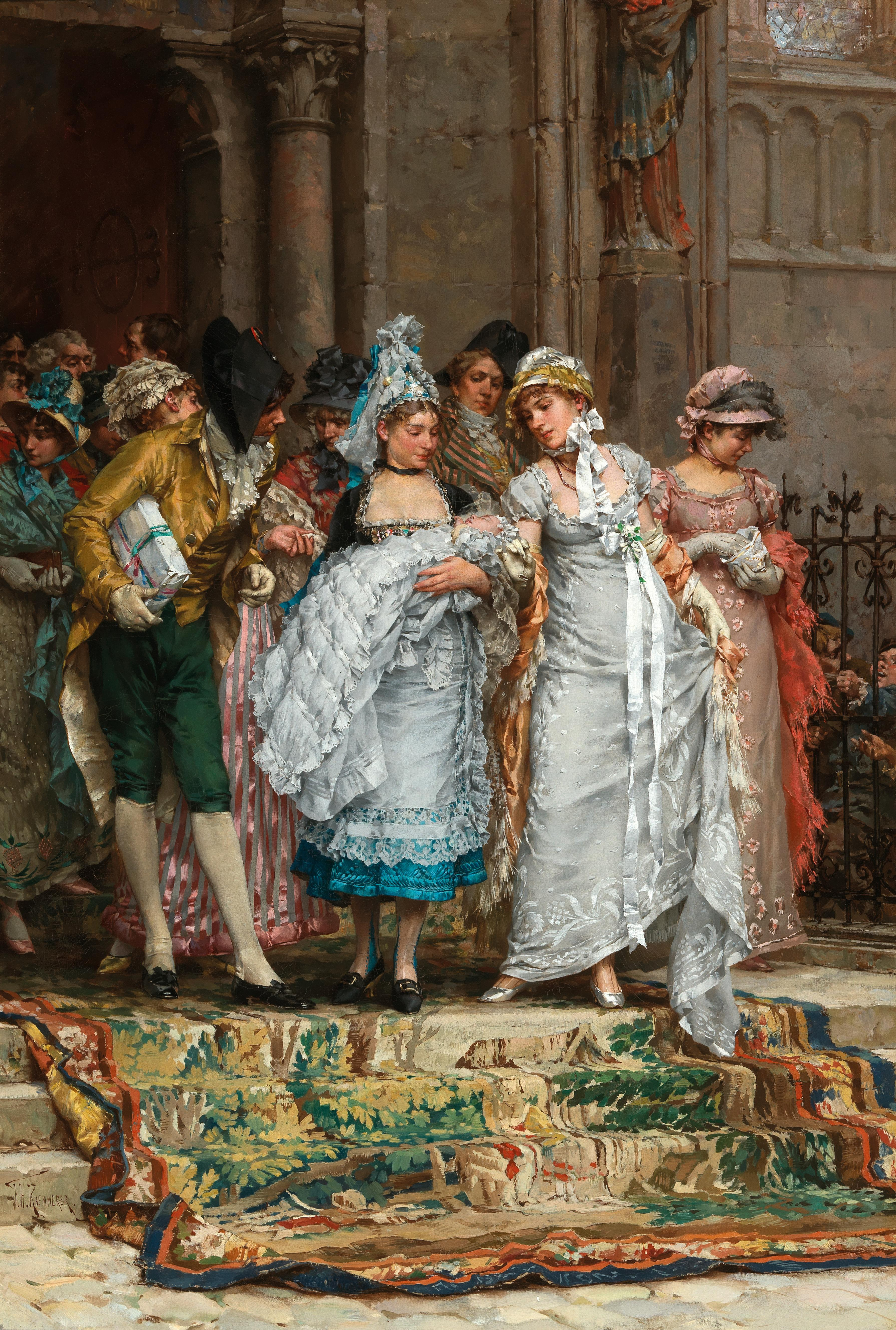
Крещение
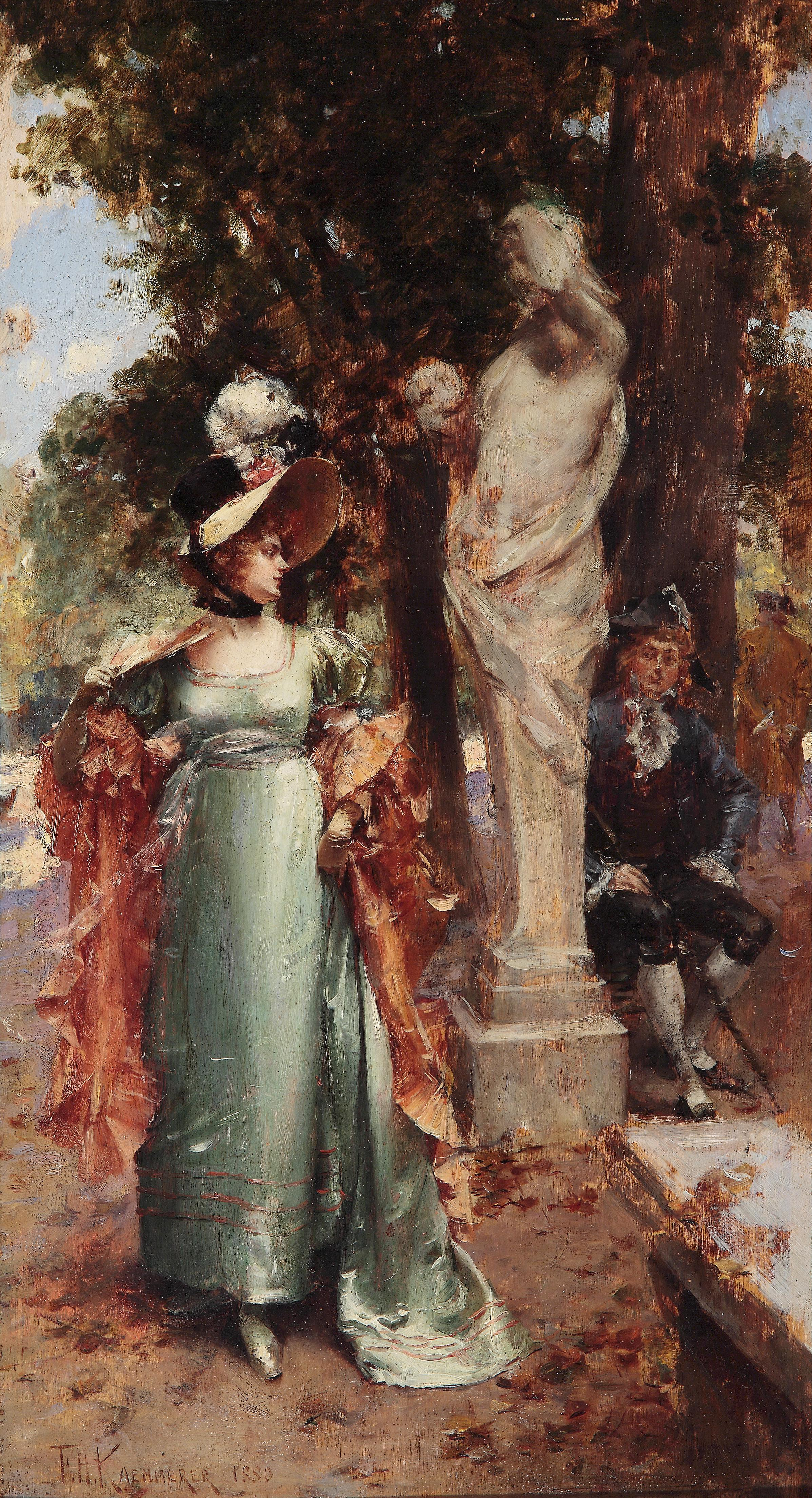
Сцена в парке
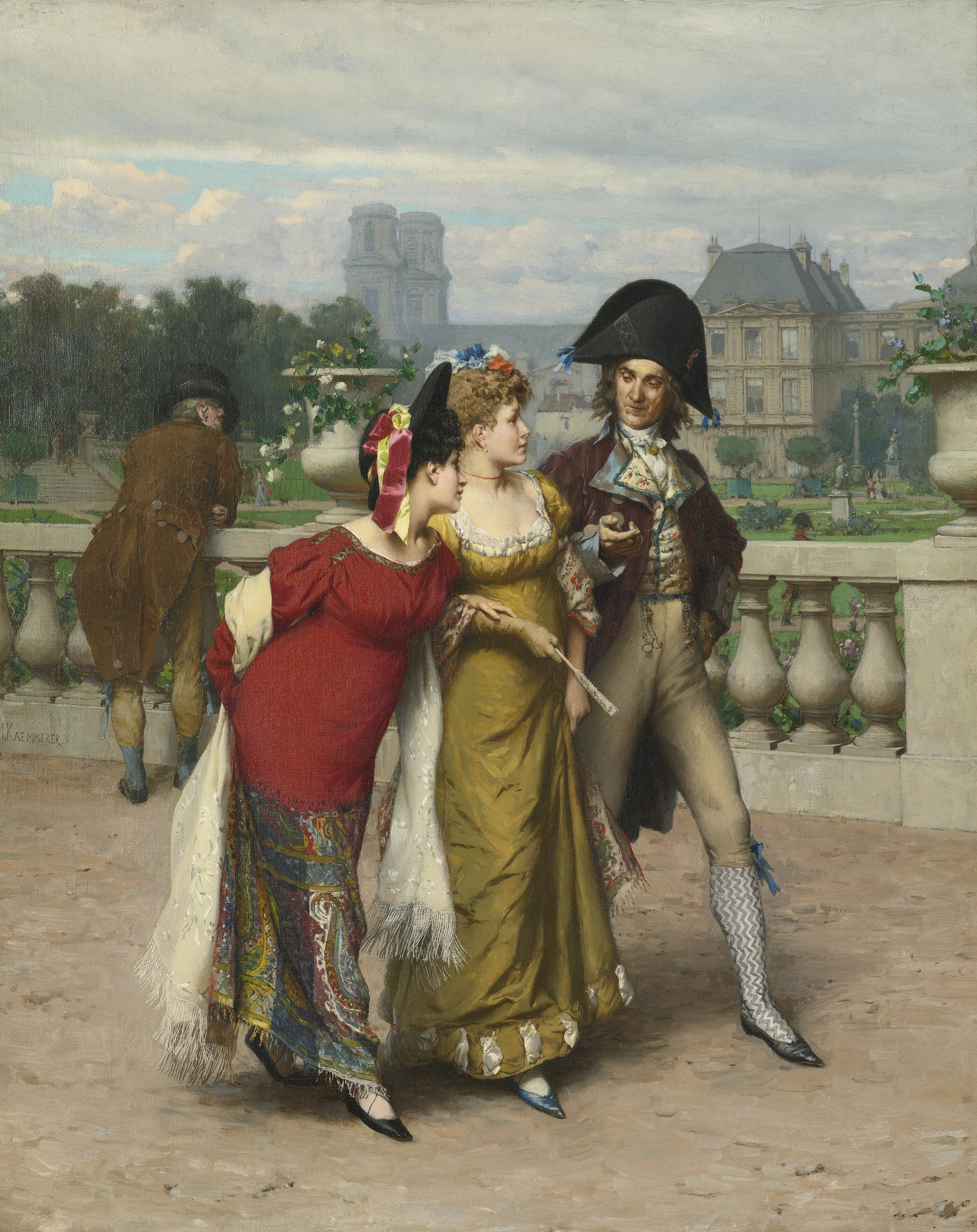
В эпоху Директории
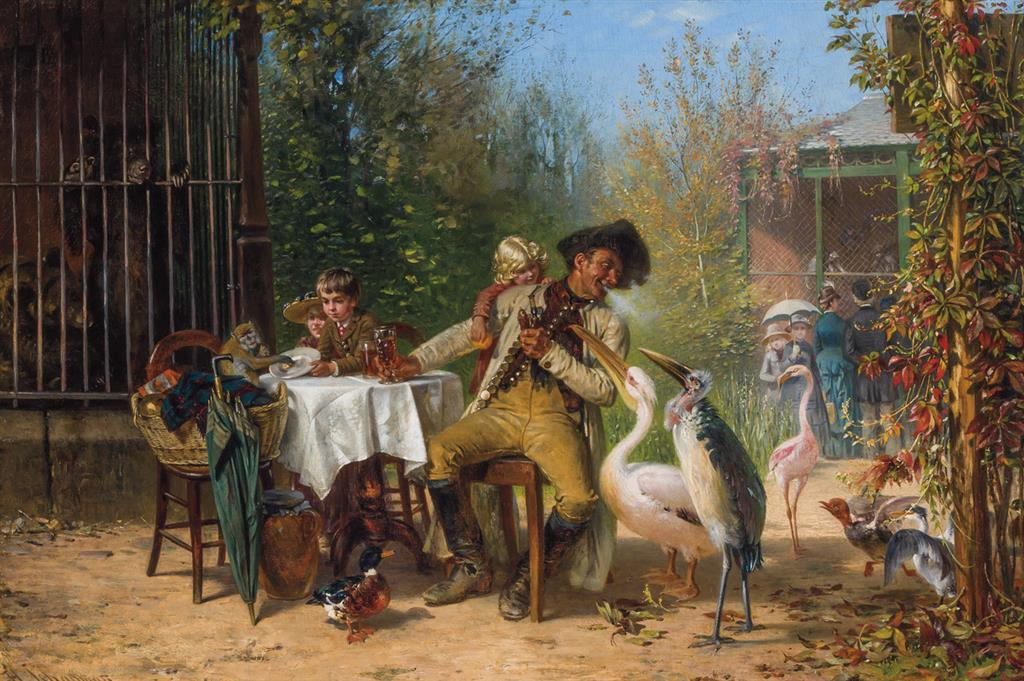
В зоологическом саду
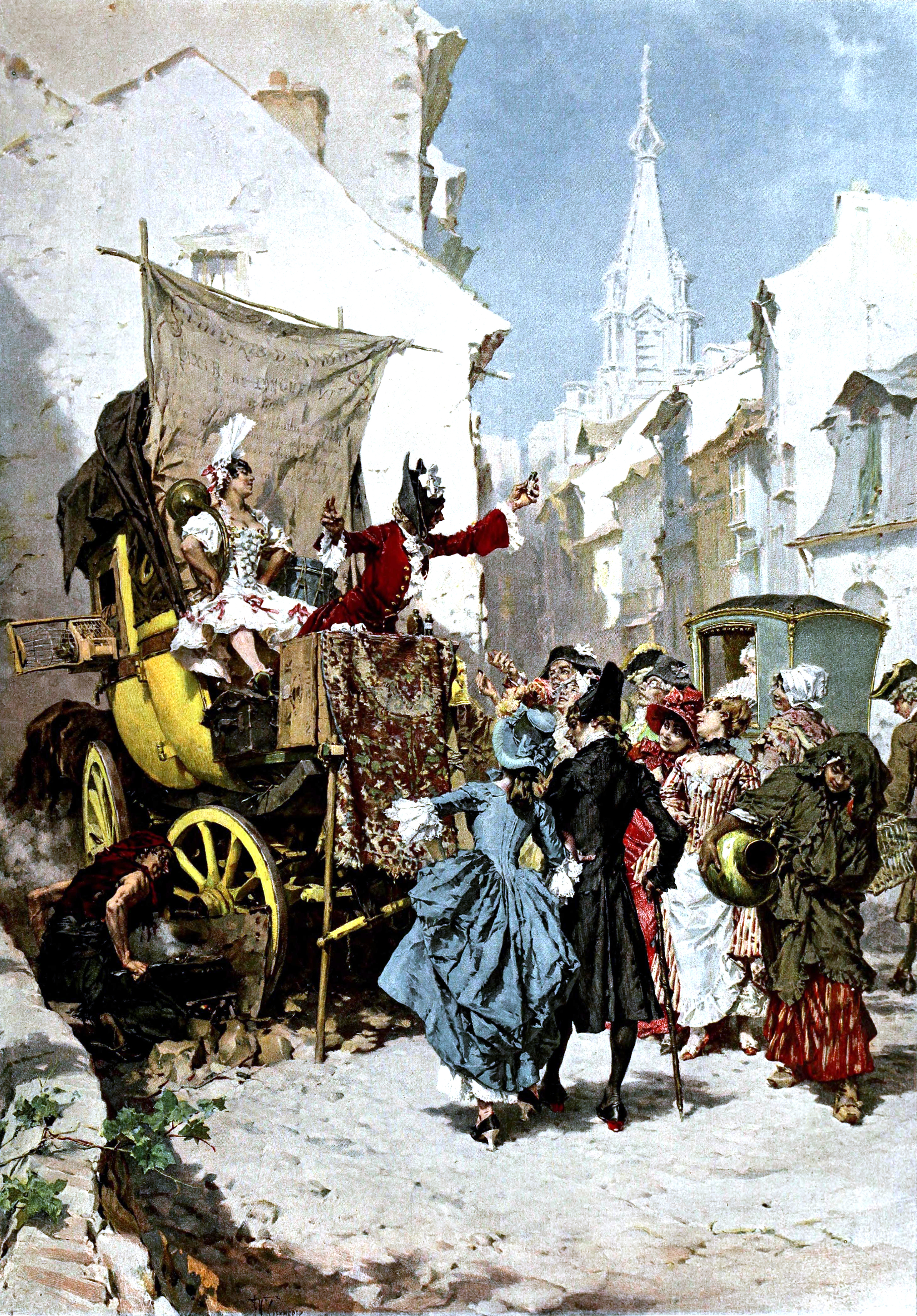
Шарлатан
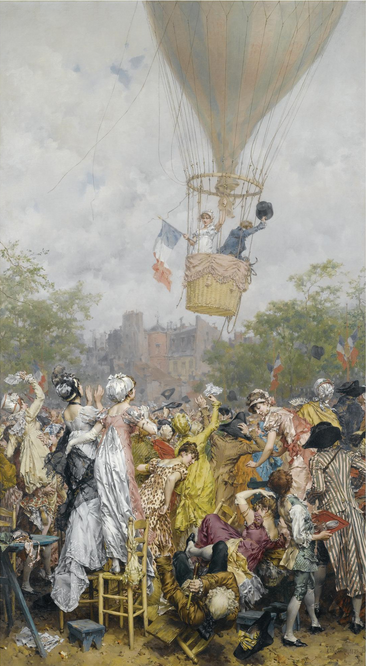
Полёт на воздушном шаре
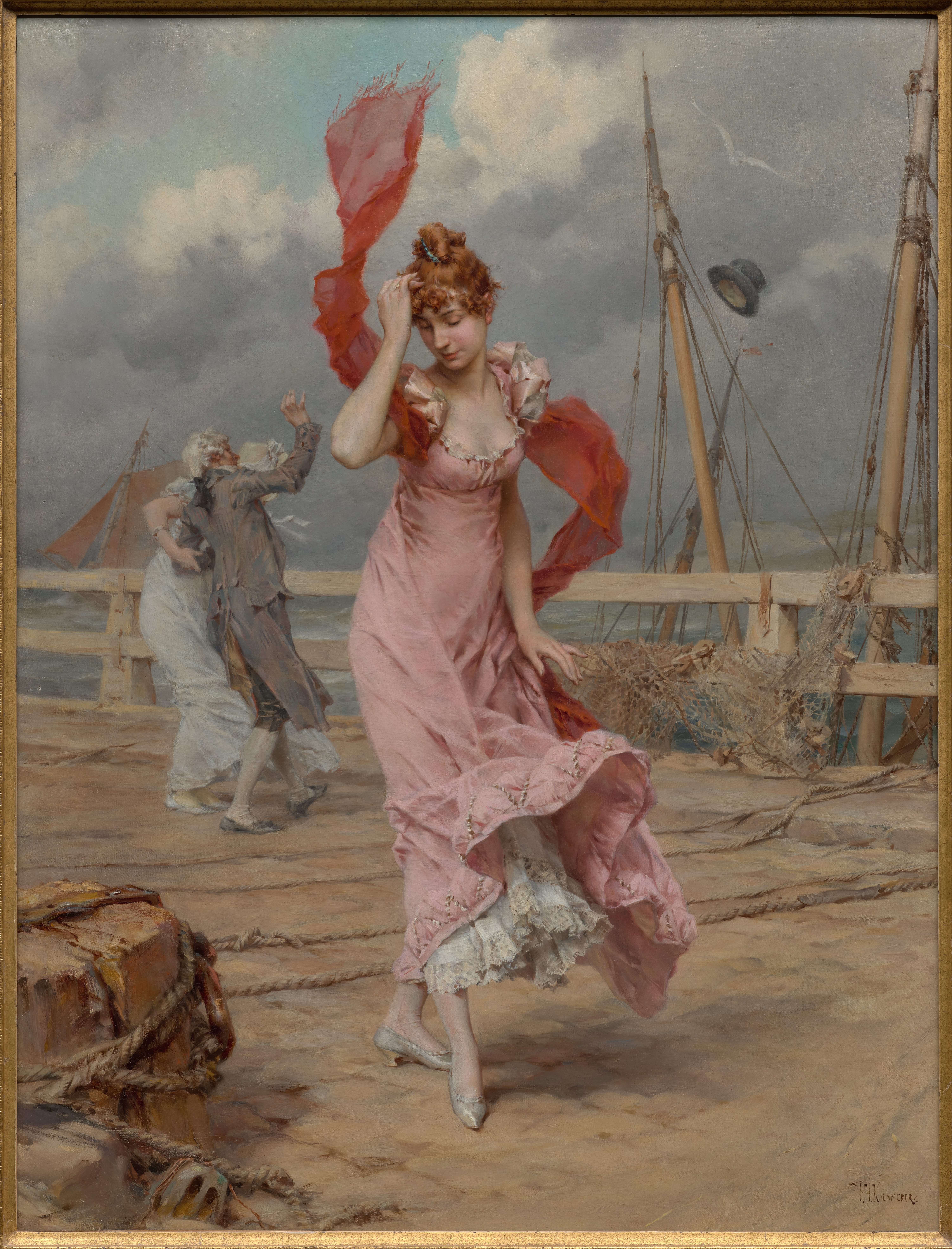
Вантоз
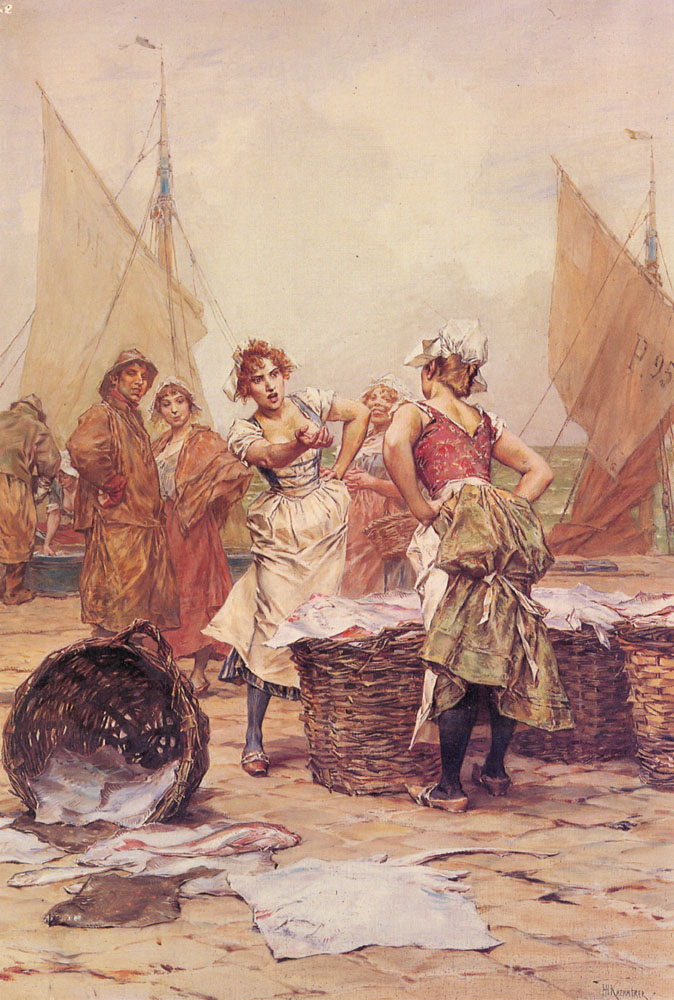
Рыбачки
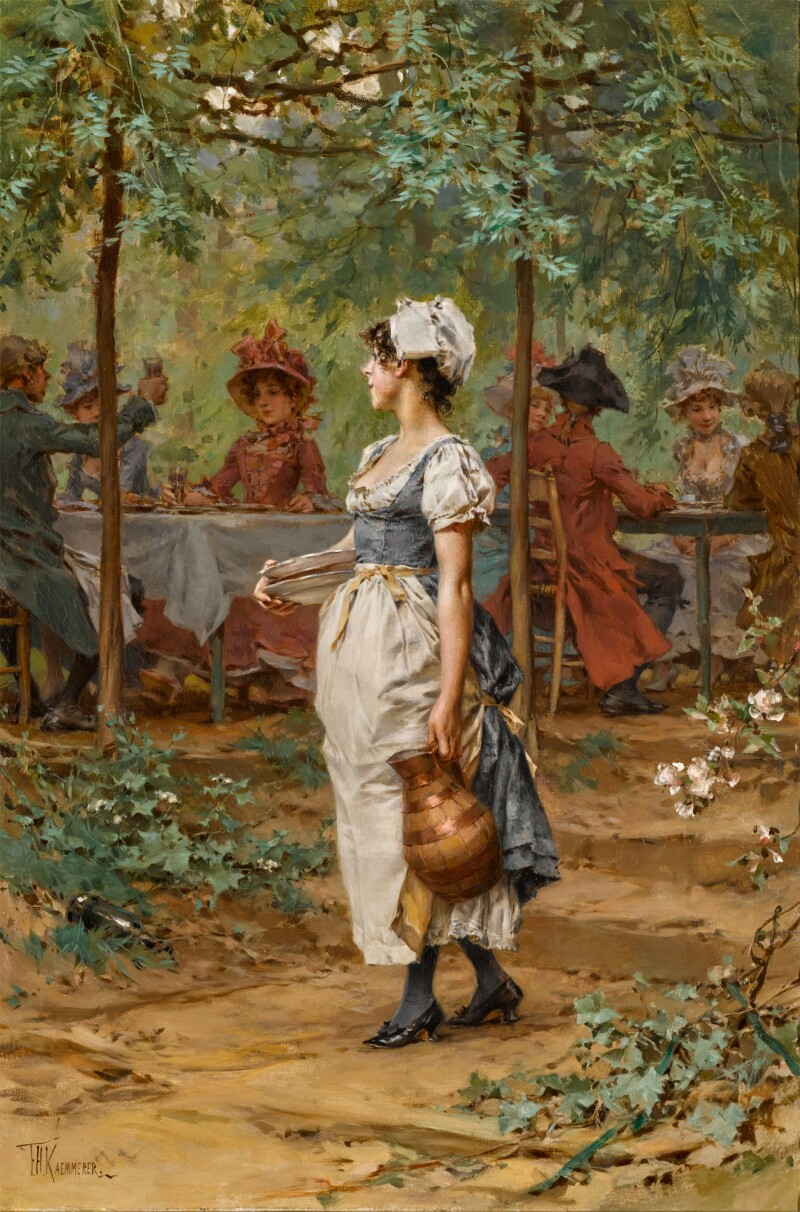
Служанка
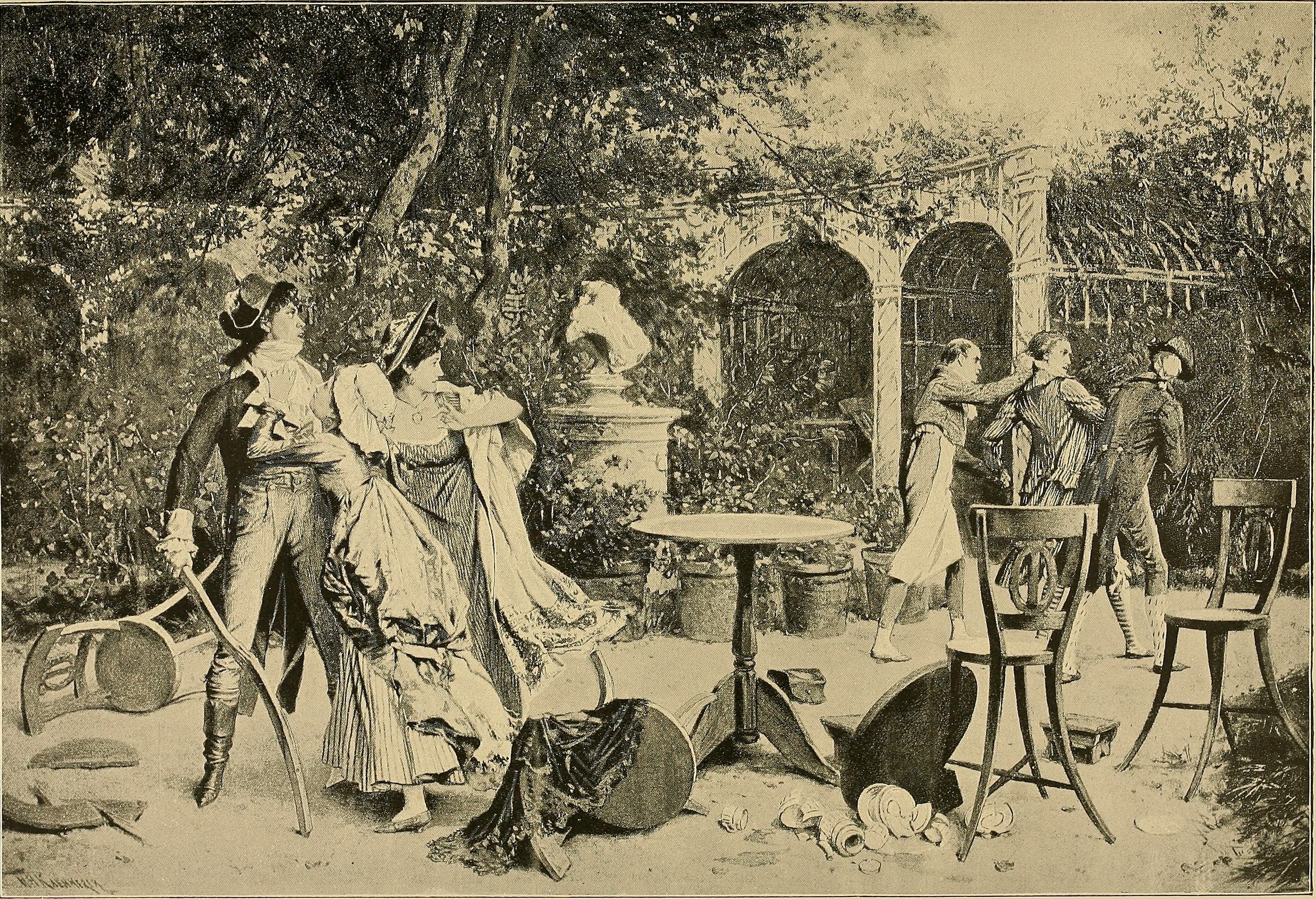
Ссора (чёрно-белая репродукция)
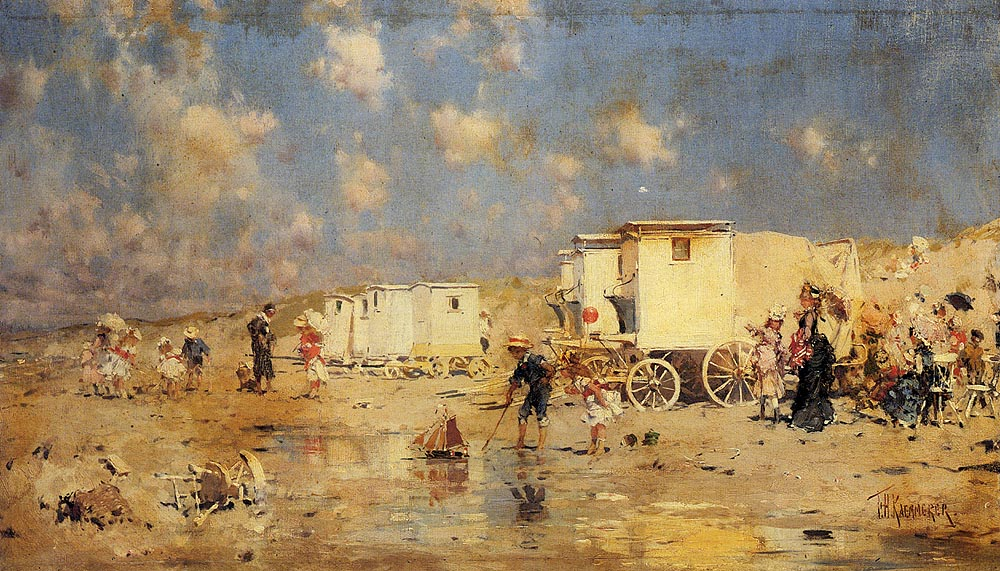
Пляж в Схевенингене с конными кабинками для купания
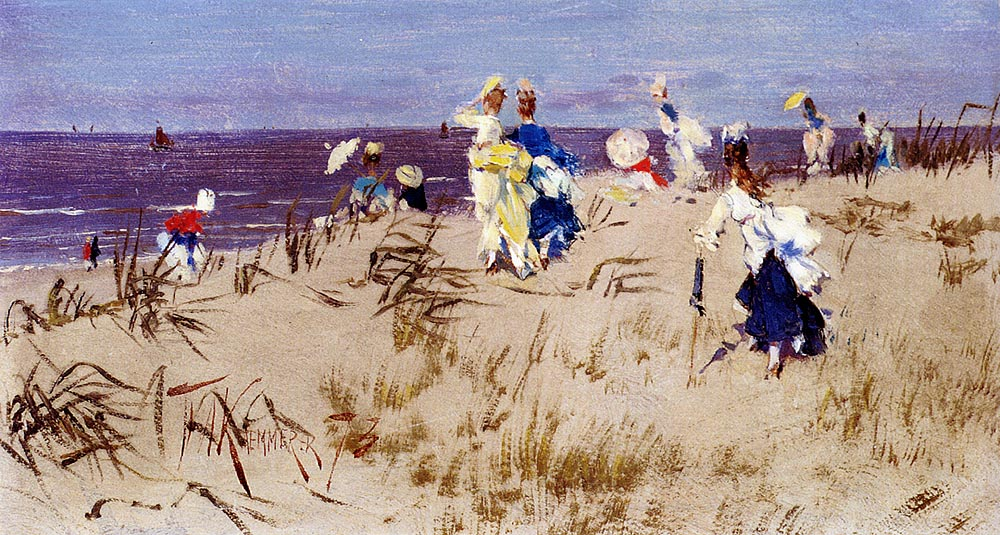
Женщины на пляже
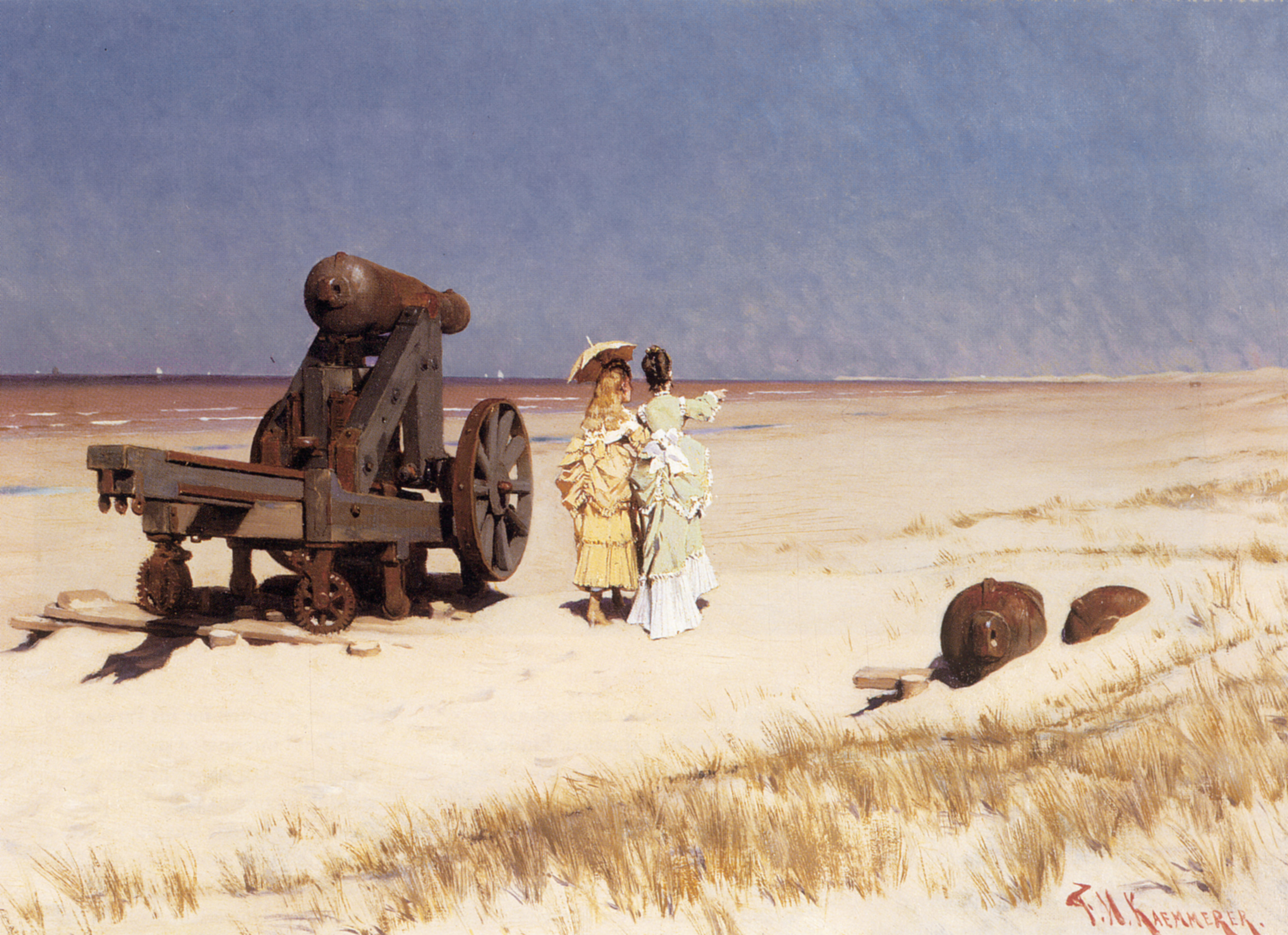
Женщины на берегу около старых пушек